# پاستورانو
پاستورانو (به ایتالیایی: Pastorano) یک کومونه در ایتالیا است که در استان کسرتا واقع شده‌است.

## خصوصیات
پاستورانو ۱۳٫۸ کیلومترمربع مساحت و ۳٬۰۳۰ نفر جمعیت دارد و ۶۷ متر بالاتر از سطح دریا واقع شده‌است.